# Stefan Sultana
Stefan Sultana (Ħamrun, 18 luglio 1968) è un ex calciatore maltese, di ruolo attaccante.

## Carriera

### Club
Ha giocato nella massima serie del campionato maltese con Ħamrun Spartans e Hibernians Paola.

### Nazionale
Ha collezionato 33 presenze con la Nazionale maltese, dal 1991 al 1999.